# Acanthometropus pecatonica
Acanthometropus pecatonica là một loài côn trùng thuộc họ Siphlonuridae. Đây là loài đặc hữu của sông Pecatonica ở Hoa Kỳ.